# BR-282
Pour les articles homonymes, voir Route 282.

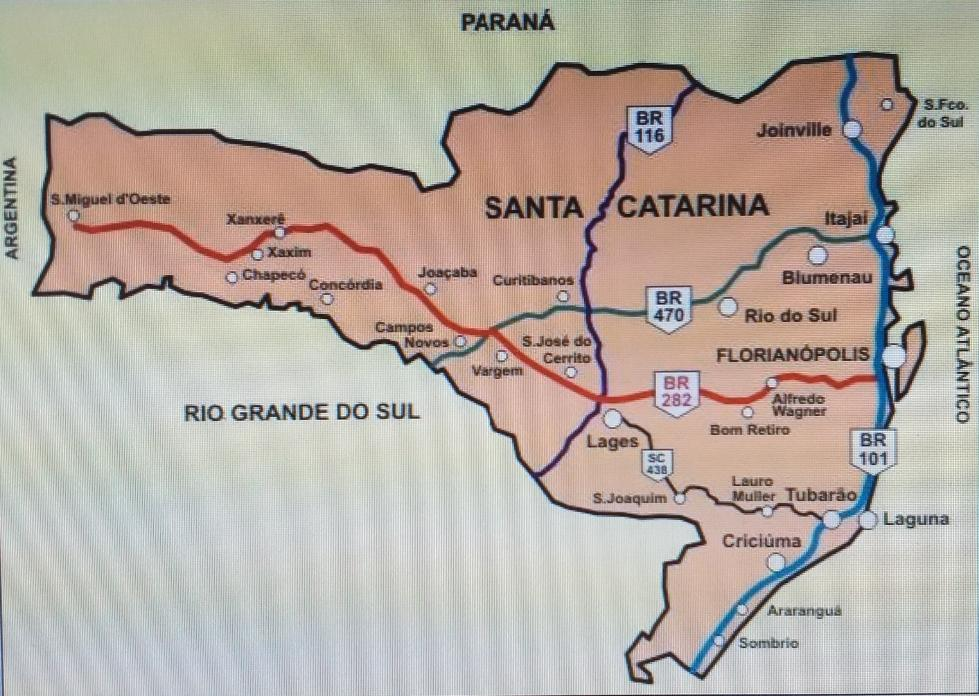
Tracé de la BR-282.

La BR-282 est une importante route fédérale transversale brésilienne située dans l'État de Santa Catarina. Elle a une longueur de 678 km et relie Florianópolis à Paraíso, à la frontière avec l'Argentine.

## Importance économique
L'autoroute est l'une des principales de l'État de Santa Catarina, reliant l'intérieur aux ports côtiers. Les zones autour de Chapecó et Concórdia, avec une population d'origine germanique, concentrent la plus grande production de porc du pays et abritent des entreprises telles que Sadia, Perdigão et Seara Alimentos, qui sont devenues les multinationales BRF et JBS. Bien que l'autoroute atteigne la frontière avec l'Argentine, il n'y a toujours pas de grand mouvement de marchandises entre les pays de la région,.

## Galerie

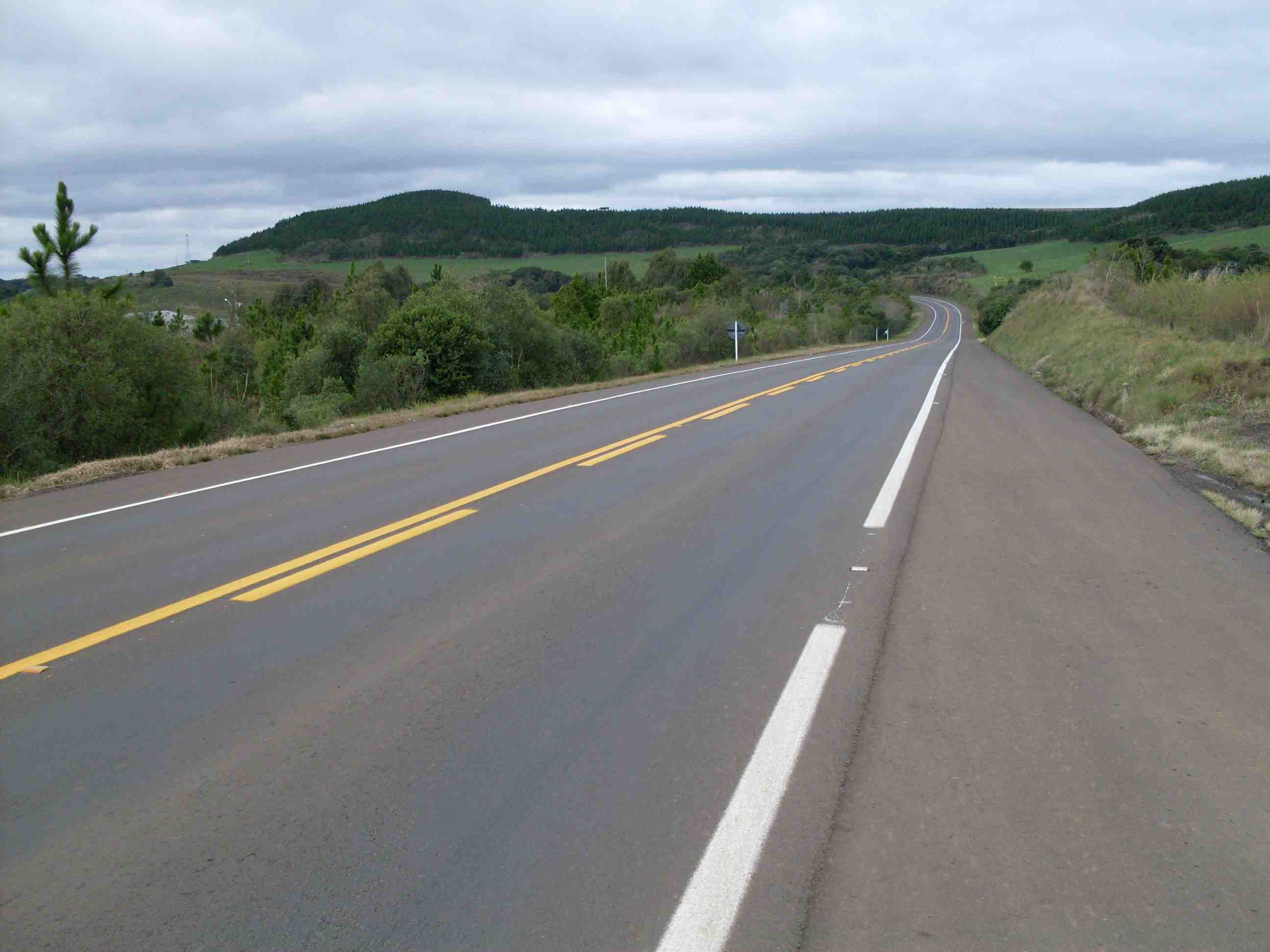
BR-282.
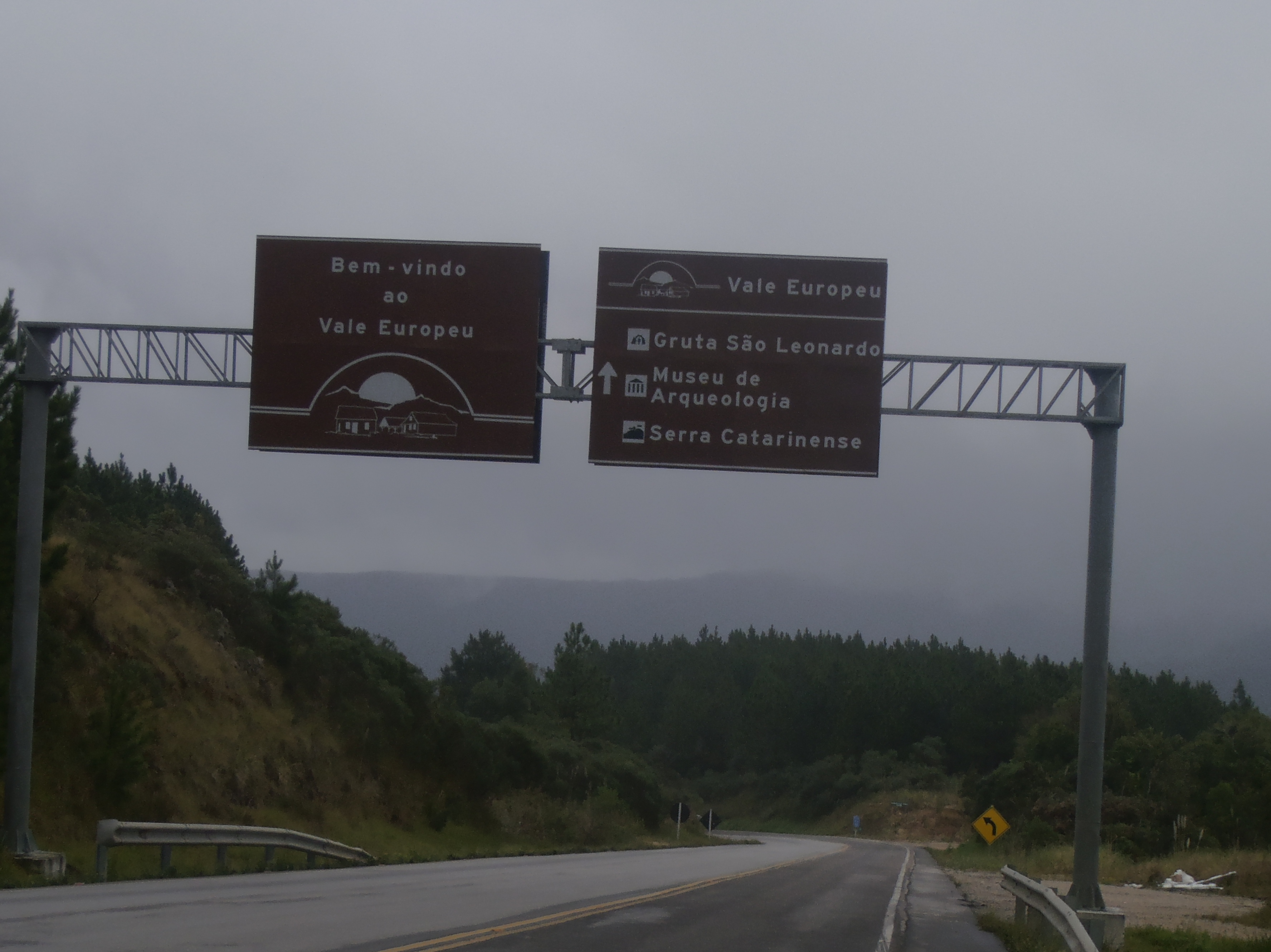
BR-282 près de Alfredo Wagner.
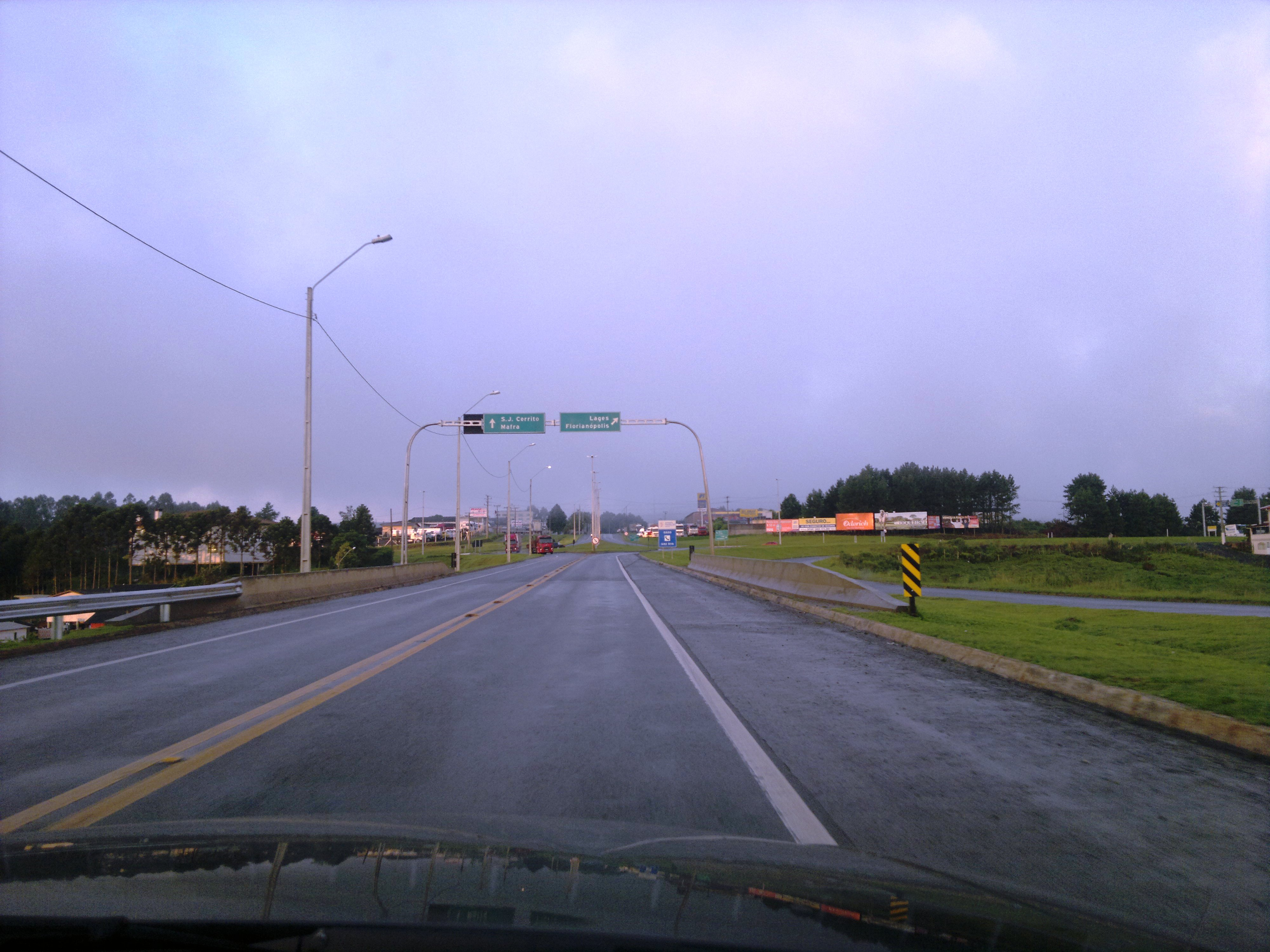
BR-282 près de Lages.
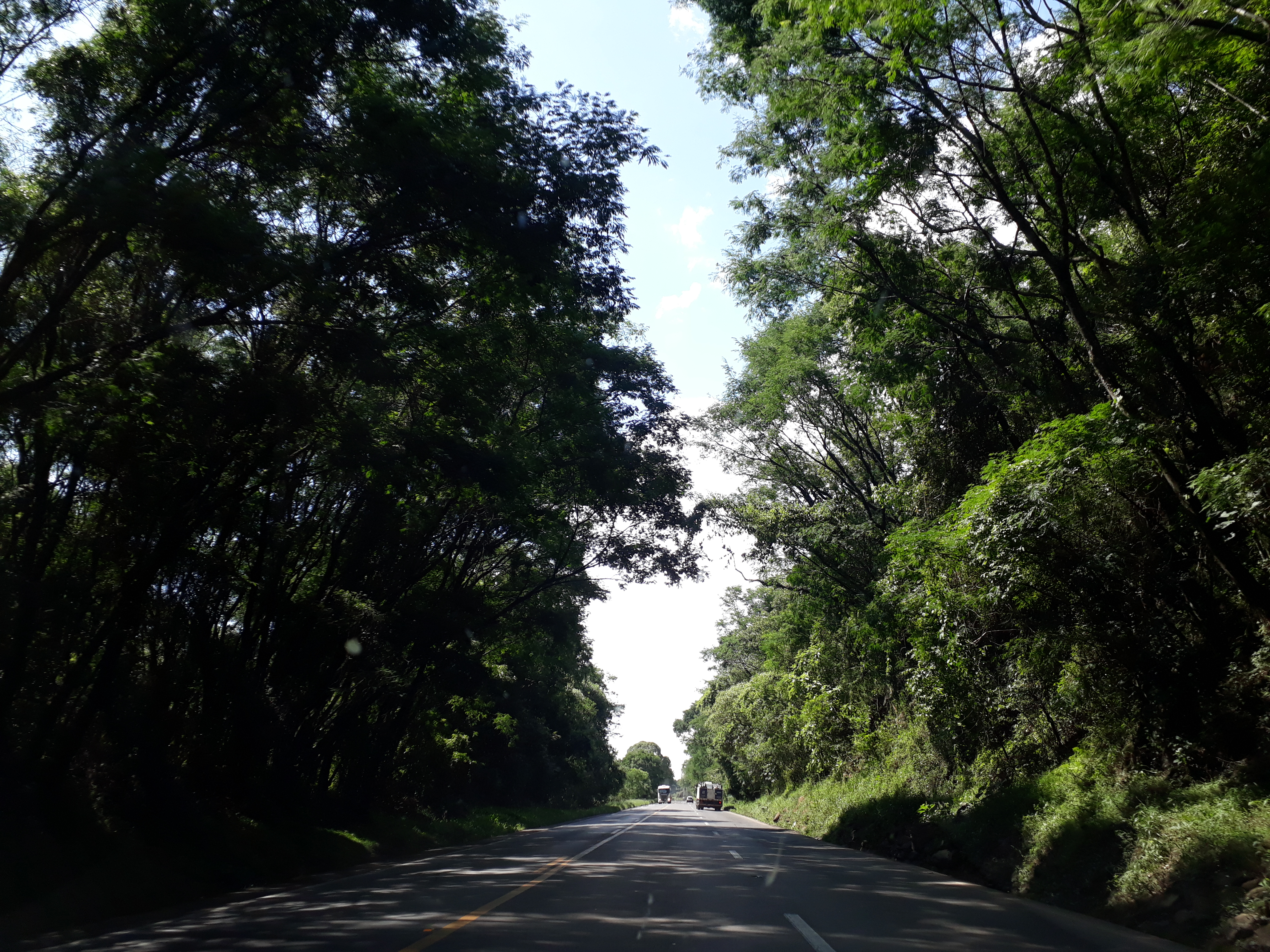
BR-282 près de Joaçaba.
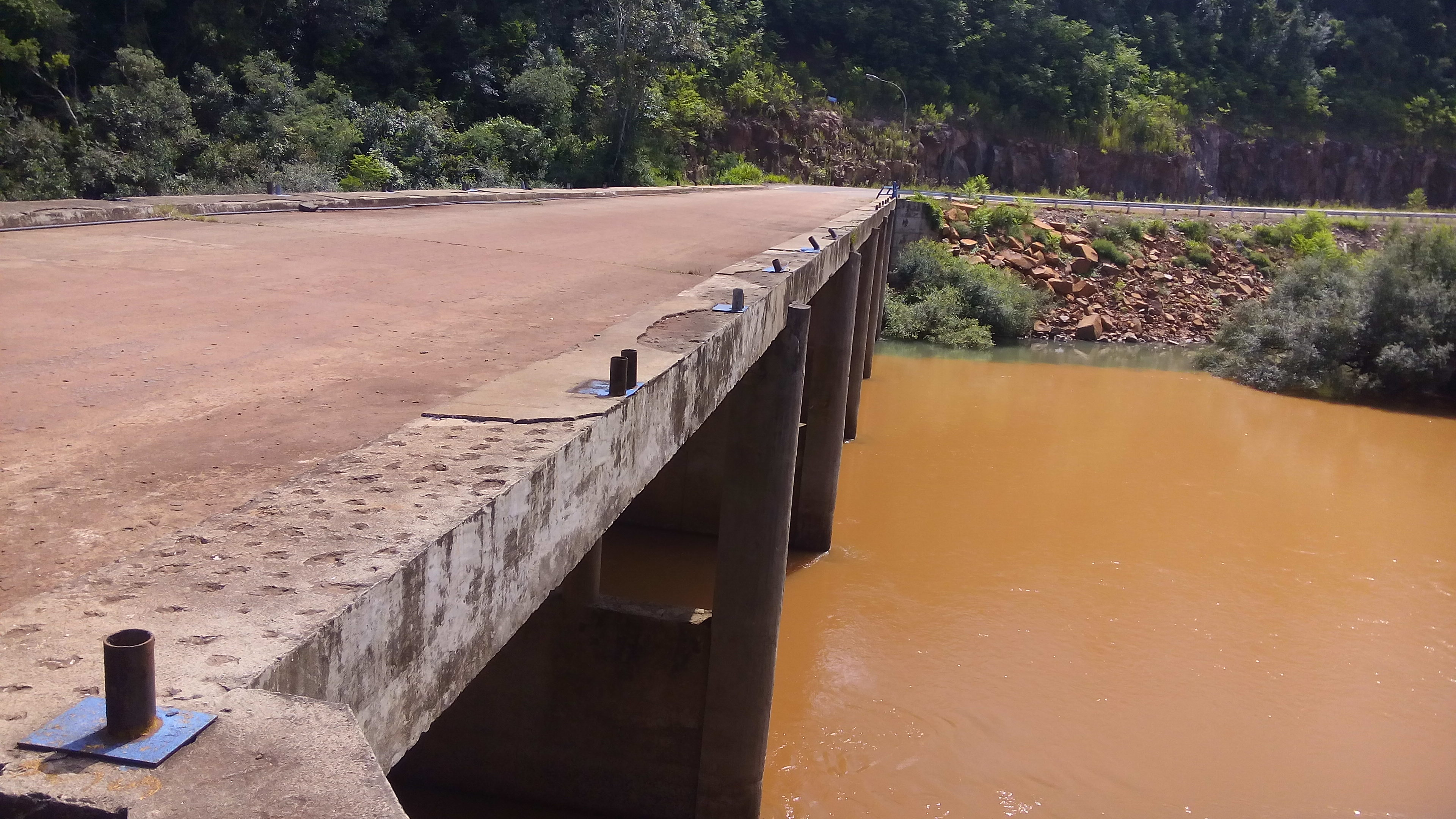
Lepont international Commandant Rosales marque la fin de la BR-282 à la frontière avec l'Argentine.